# Marc Abraham
Marc Abraham est un producteur, scénariste, et réalisateur américain. Il a souvent collaboré avec les producteurs Eric Newman, Hilary Shor et Iain Smith et a beaucoup travaillé avec Alan Parker et Alfonso Cuarón comme réalisateurs, Kevin Costner comme acteur. En 2003, il crée Strike Entertainment, une société de production.

## Filmographie partielle

### Comme producteur

#### Cinéma
- 1991 : Les Commitments, coproducteur
- 1992 : Section 44 (A Midnight Clear), producteur délégué
- 1994 : Revocator (en) (Sugar Hill) de Leon Isacho (en)
- 1994 : Princesse Caraboo, producteur délégué
- 1994 : Aux bons soins du docteur Kellogg (The Road to Wellville), producteur délégué
- 1995 : Le Club des baby-sitters, producteur délégué
- 1997 : Air Force One, producteur délégué
- 1997 : Secrets
- 1997 : Le Damné (Playing God)
- 1999 : Trippin' (en)
- 1999 : Pour l'amour du jeu
- 1999 : Hurricane Carter, producteur délégué
- 1999 : La Fin des temps, producteur délégué
- 2000 : American Girls
- 2000 : Family Man
- 2000 : Treize jours, producteur délégué
- 2001 : Spy game, jeu d'espions
- 2002 : Immortels (Tuck Everlasting) de Jay Russell
- 2002 : Le Club des empereurs
- 2003 : Bienvenue dans la jungle
- 2004 : American Girls 2
- 2004 : L'Armée des morts
- 2006 : Horribilis, producteur délégué
- 2006 : Les Fils de l'homme
- 2006 : Bienvenue en prison
- 2007 : La Possibilité d'espérer (The Possibility of Hope) d' Alfonso Cuarón
- 2009 : The Dallas Buyer's Club
- 2010 : The Sigma Protocol
- 2011 : Creature from the Black Lagoon
- 2011 : The Thing de Matthijs van Heijningen Jr.
- 2011 : Time Out
- 2014 : RoboCop
- 2015 : I Saw the Light
- 2015 : L'Homme aux poings de fer 2 (The Man with the Iron Fists 2) de Roel Reiné

#### Télévision
- 1993 : A Life in the Theater, producteur délégué (Téléfilm)

### Comme réalisateur
- 2008 : Un éclair de génie (également scénariste)
- 2015 : I Saw the Light (également scénariste)

### Comme scénariste
- 1987 : 21 Jump Street (Série télévisée)
- 1985 : Clair de lune (Série télévisée)
- 1990 : The Earth Day Special (Émission de télévision)